# Icupima levipennis
Icupima levipennis är en skalbaggsart som först beskrevs av Charles Joseph Gahan 1892. Icupima levipennis ingår i släktet Icupima och familjen långhorningar.
Artens utbredningsområde är Panama. Inga underarter finns listade i Catalogue of Life.